# Adelococcaceae
Adelococcaceae is een botanische naam voor een familie van korstmossen behorend tot de orde Verrucariales. Het typegeslacht is Adelococcus.
De familie bestaat uit de volgende drie geslachten:
- Adelococcus
- Pseudopyrenidium
- Sagediopsis